# Santa Coloma (metropolitana di Barcellona)
Santa Coloma è una stazione della linea 1 della metropolitana di Barcellona.
La stazione inaugurata nel 1983 è situata sotto il Paseo Llorenç Serra a Santa Coloma de Gramenet.